# Gotlands Fotbollförbund
Gotlands Fotbollförbund (Gotlands FF), grundat 27 februari 1921, är ett av de 24 distriktsförbunden under Svenska Fotbollförbundet. Gotlands FF administrerar de lägre serierna för seniorer och ungdomsserierna på Gotland.

## Serier
Gotlands FF administrerar följande serier:

### Herrar
Division 4 - en serie

Division 5 - en serie

Division 6 - en serie

### Damer
Division 4 - en serie

### Övriga serier
- Ungdomsserier
- Reservlagsserier